# Cuore di castagna
Il cuore di castagna (in tedesco Kastanienherz) è un dolce a base di cioccolato e castagna appartenente alla cucina altoatesina.

## Storia
L'invenzione del dolce è attribuita al pasticcere bolzanino Ivo Moschén, che lo inventò nell'autunno del 1948 in occasione di una festa di fidanzamento.
I cuori di castagna riscossero popolarità, diventando presto una specialità della città; solo 50 anni dopo la loro invenzione hanno però iniziato a diffondersi nel resto dell'Alto Adige.

## Preparazione
I cuori di castagna sono composti internamente da una purea di castagna, preparata cuocendo le castagne in acqua salata per 20 minuti, schiacciandole, aggiungendo zucchero e mescolando. Solitamente questa mescolanza viene lasciata raffreddare e successivamente modellata a forma di cuore. 
Al loro esterno si trova uno strato di cioccolato, ottenuto facendolo sciogliere in una ciotola e intingendoci la purea di castagna a bagnomaria. 
Il dolce viene decorato con panna montata e fili di castagne.
Alcune varianti della ricetta prevedono l'utilizzo di rum o aromi nella preparazione.